# WinNuke
Der Begriff WinNuke bezeichnet eine über Netzwerk ferngesteuerte DoS-Attacke (denial-of-service attack), gegen die folgende Microsoft-Betriebssysteme anfällig sind/waren: Windows 95 (Version A), Windows NT und Windows 3.1x.
Das Senden eines TCP-Paketes mit gesetztem URG-Flag auf den TCP-Port #139 (NetBIOS; als aktiver Bestandteil des Betriebssystems) hat einen „Blauen Bildschirm“ (sogenannter Bluescreen, „blue screen of death“) zur Folge oder verursacht einen Neustart des Rechners. Dieser Exploit verursacht keinen primären Schaden am angegriffenen Computer, aber alle nicht gespeicherten Daten sind mit dem Absturz des Systems verloren.
Die Besonderheit von WinNuke war, dass es der erste massenhaft verbreitete Exploit war und dass einige Programme verfügbar waren, die diese Attacke einfach verfügbar machten. Daher konnte jeder, auch ohne Ahnung von der Technik zu haben (siehe Scriptkiddies), die DoS-Attacke anwenden.
Historisch betrachtet war WinNuke einer der ersten Exploits für massenhaft verbreitete Betriebssysteme. Microsoft war nach Bekanntwerden der Schwachstelle bemüht, Patches für die betroffenen Betriebssysteme zu veröffentlichen und machte den gleichen Fehler bei den nachfolgenden Betriebssystemen Windows 2000 und Windows XP nicht mehr. Dennoch dauerte es sehr lange, bis die Nutzer der betroffenen Betriebssysteme die Patches installierten, da es noch kein Windows Update oder ähnliche Mechanismen für automatische Updates implementiert waren, so dass sie noch lange durch den Exploit angreifbar blieben.
Heute sollte WinNuke keine Gefahr mehr darstellen, da die betroffenen Microsoft-Betriebssysteme kaum noch im Einsatz sind und von Microsoft weder vertrieben noch technisch unterstützt werden. Zudem stellen die meisten Heimanwender keine direkte Einwahlverbindung mehr von ihrem PC ins Internet her, sondern nutzen dafür beispielsweise DSL-Router, die durch die Verwendung von NAT bereits eine einfache Firewall darstellen und die Pakete verwerfen, solange der Anwender nicht explizit eine Portweiterleitung auf sein eigenes System eingerichtet hat.
Siehe auch: Cracker (Computer), Hacker, Heap Overflow, Shellcode